# Erich Salomon
Erich Salomon (Berlino, 28 aprile 1886 – Auschwitz, 7 luglio 1944) è stato un fotografo tedesco di origine ebraica, vittima dell'Olocausto. È conosciuto per le sue fotografie in ambito diplomatico e legale, e per le sue originali tecniche di ripresa.

## Biografia
Nato a Berlino nel 1886, Salomon studiò legge, ingegneria, e zoologia fino alla prima guerra mondiale, durante la quale fu prigioniero in un campo francese dove divenne interprete e portavoce dei prigionieri. Dopo la guerra iniziò a lavorare a manifesti pubblicitari nel settore promozionale della Ullstein-Verlag. Successivamente si interessò al fotogiornalismo, adottando tecniche di ripresa poco convenzionali: nel 1927 fotografò di nascosto un processo al tribunale di Berlino praticando un foro nel cappello. Nel 1928 fotografò la firma del Patto Briand-Kellogg entrando nella sala e sedendosi nella postazione vuota del delegato polacco.
Fu deportato con la famiglia dai nazisti ad Auschwitz, dove trovò la morte.